# Murilo Municipality
Murilo Municipality är en kommun i Mikronesiska federationen.   Den ligger i delstaten Chuuk, i den västra delen av landet, 700 km väster om huvudstaden Palikir. Antalet invånare är 607. Murilo Municipality ligger på ön Murilo.
Följande samhällen finns i Murilo Municipality:
- Murilo